# Rappresentazione (filosofia)
In filosofia per rappresentazione s'intende: sia il contenuto stesso dell'azione rappresentativa, sia l'atto del rappresentare, cioè percepire coscientemente, nell'ambito della sensibilità esterna, un oggetto con le sue caratteristiche sensibili, ad esempio una cosa, oppure avvertire, nell'ambito della sensibilità interna, come oggetti interni, emozioni, passioni, fantasie ecc. In quest'ultimo senso la rappresentazione è un'attività del pensiero.

## Storia del concetto

### Filosofia antica
Platone nella Repubblica sostiene che la rappresentazione (eikasìa) è un'immagine simile alla cosa reale da cui proviene e che si riflette nell'anima.
Aristotele, nell'ambito del processo conoscitivo d'astrazione per la formazione dell'universale, ritiene che la rappresentazione (phantasia) sia qualcosa di intermedio tra la sensazione e il concetto.
Lo stoicismo invita a cambiare la propria rappresentazione mentale, in quanto essa, e non il fatto, è la vera fonte di infelicità interiore, e fa quindi spesso distinzione tra cosa reale e rappresentazione.

### Filosofia medioevale
Nella filosofia tomistica d'ispirazione aristotelica si riprende il metodo astrattivo come procedimento del conoscere e si conferma con San Tommaso  che la rappresentazione, oltre che a dare un'immagine sensibile della cosa reale, è tale per cui rende presenti nella coscienza, con un'azione volontaria della mente, anche le cose assenti.
S'innestava a questo punto la nota disputa sugli universali per cui, contrariamente ai tomisti, i nominalisti consideravano la rappresentazione come il semplice, astratto segno, simbolo, della cosa reale.

### Filosofia moderna
Per Cartesio non c'è sostanziale differenza tra le rappresentazioni e le idee: che siano innate, avventizie o fittizie, hanno una presenza reale, di una realtà che riguarda l'essenza e non le caratteristiche contingenti della cosa rappresentata, nello spirito
Nasce a questo punto la questione affrontata durante tutto il pensiero moderno che mette in discussione la convinzione cartesiana che riduceva le rappresentazioni a sinonimi delle idee: esiste veramente una corrispondenza tra la rappresentazione, che rientrerebbe nella psiche interna all'uomo, e la realtà, fatto esterno alla soggettività dell'uomo stesso?
Si ripropone l'antico problema che segna la nascita del pensiero filosofico del rapporto fra il soggetto, unico e irripetibile, e l'oggetto, il mondo esterno.
Per l'empirista Hume la vera realtà è costituita dalle impressioni, fatti percettivi forti, che riguardano sia le sensazioni, sia quelle percezioni interne che sono le emozioni, le passioni ecc.; le rappresentazioni invece, le idee cartesiane, non sono altro che una copia sbiadita, una risonanza delle primitive impressioni.

#### Leibniz e la gerarchia delle monadi
Con Leibniz la discussione filosofica sulle rappresentazioni conosce le sue prime connotazioni psicologiche.
Ogni corpo è monade e tutto quello che avviene e che riguarda la monade uomo avviene e riguarda tutte le altre monadi: ma che differenza c'è tra la monade uomo e tutte le altre monadi?
La vita rappresentativa non coincide con la vita cosciente, percepire è diverso da accorgersi: dobbiamo cioè distinguere la percezione delle monadi più elevate da quella delle monadi meno elevate, cioè meno coscienti.

Tra noi e una roccia c'è, alla fine, solo una differenza di coscienza.
Ma anche in noi non tutto è cosciente. Leibniz afferma che noi abbiamo delle piccole percezioni che assimiliamo inconsciamente proprio perché sono molto piccole. La percezione cosciente è il risultato della somma delle piccole percezioni.
«Da mille indizi noi possiamo essere sicuri che ci sono in noi, in ogni momento, innumerevoli percezioni senza appercezione... più efficaci di quanto sembra... e anche le percezioni avvertibili derivano per gradi da quelle così piccole che non si possono avvertire».
Così il rumore del mare in fondo è il risultato del rumore delle piccole onde che, essendo piccole percezioni, noi assimiliamo inconsciamente.
Quindi ci sono monadi coscienti e monadi incoscienti che hanno percezioni così confuse da risultare apparentemente inerti ma, in effetti, anche loro sono centri di forza e hanno una vita rappresentativa, molto inconscia, ma reale.
Ogni monade è quindi diversa ed estranea alle altre ma, poiché tutte hanno una vita rappresentativa, alla fine costituiscono un'unità universale pur nella molteplicità.

#### La materia come incoscienza
Cartesio aveva assimilato tutta la conoscenza alla res cogitans mentre la res extensa era l'opposto della vita cosciente, non aveva niente a che fare  con la vita del pensiero e di tutto ciò che non è materia.
Ora Leibniz estende la vita spirituale anche alla materia che, come monade centro di forza, ha una sua vita interiore, magari inconscia ma, non più passiva ed inerte come quella che veniva attribuita tradizionalmente alla materia.
Esiste quindi una gerarchia di monadi che dipende dalle caratteristiche della percezione delle monadi.
Nell'anima quindi troviamo degli oggetti costituiti da rappresentazioni oscure e confuse (le sensazioni), da rappresentazioni chiare ma confuse (le immagini), da rappresentazioni chiare e distinte (i concetti).
Il primo gradino è quello delle monadi per cui nessuna rappresentazione è cosciente. All'ultimo gradino c'è Dio per il quale niente è oscuro.

### Il pensiero del XVIII e XIX secolo
Così come lo intendeva Leibniz il concetto di rappresentazione (Vorstellung) arrivò, passando per Wolff, nell'ambito della filosofia tedesca del 700 e dell'800.
Per Kant, Reinhold, Herbart, rappresentazione stava ad indicare l'attività rappresentativa della coscienza.
La scuola idealistica tedesca riprese invece l'idea che la rappresentazione fosse qualcosa di intermedio tra la sensazione e l'intuizione, rispetto a cui vantava una caratteristica di superiore generalità, e il concetto, nei cui confronti aveva però un aspetto di maggiore particolarità: la rappresentazione quindi, meno particolare della sensazione, meno universale del concetto. La rappresentazione nasceva poi per una spontanea attività dello spirito piuttosto che per un meccanismo di somiglianza con la sensazione originaria.
Nella sua opera Il mondo come volontà e rappresentazione, Schopenhauer riprende da Kant i concetti di fenomeno e noumeno. Il fenomeno è il mondo come appare a noi mentre il noumeno è la cosa in sé, la realtà come veramente è. Anche per  Schopenhauer il fenomeno è parvenza, illusione, sogno. Le forme a priori della nostra coscienza (spazio, tempo, causalità) alterano la realtà facendocela vedere in modo diverso da come essa veramente è. Il fenomeno è il prodotto falsificato della nostra coscienza. Per questo il filosofo tedesco afferma che il mondo è la mia rappresentazione, un "velo di Maya" illusorio che mi separa dalla vera realtà noumenica.

### Pensiero del XX secolo
Questa concezione di una creatività rappresentativa dello spirito venne accentuata da Octave Hamelin e da Benedetto Croce.
La scuola fenomenologica, in contrasto con quella associazionistica e sperimentale di Alexander Bain, Wundt e Ribot, riprese e rinforzò la tesi di un'attività autonoma della rappresentazione che svolgeva la funzione di dare senso ai semplici dati sensibili da cui si originava.

#### Husserl
Rifacendosi al principio di intenzionalità del pensiero medioevale, Husserl rifiutava l'idea che il compito della coscienza fosse semplicemente quello di riprodurre qualcosa, ma essa esprimeva invece la capacità di intendere, capire, il senso profondo della cosa stessa e non dunque di originare una rappresentazione come qualcosa distinta dall'oggetto, come un segno, una copia, più o meno aderente all'oggetto stesso.
Teoria questa di Husserl ripresa poi a fondamento dell'analisi strutturale della rappresentazione operata dalla Gestaltpsychologie.

#### Sartre
L'intera questione fu ripresa e sistemata da Sartre secondo cui è errato concepire la coscienza come una sorta di palcoscenico, una «scena» su cui recitano la loro parte, apparendo e scomparendo tra le quinte, «oggetti» che interpretano immagini e rappresentazioni.
Rappresentare non vuol dire interiorizzare nella coscienza qualcosa di esterno ad essa ma è un intenzionale interesse della coscienza nei confronti dell'oggetto reale che nello stesso tempo viene reso non esistente, come nulla. L'oggetto rappresentato dalla coscienza viene sopraffatto nella sua esistenza e reso reale solo dalla rappresentazione, per cui se la sensazione e la percezione per esserci hanno bisogno della realtà dell'oggetto questo non accade per le rappresentazioni che, per le capacità creative d'immaginazione dello spirito umano, possono esserci anche in assenza dell'oggetto stesso.